# Рахмангулов, Эдуард Аносович
Эдуард Анасович Рахмангулов (6 июня 1966 — 29 июля 1999) — советский и российский футболист, нападающий. Воспитанник уфимского футбола. Погиб в автокатастрофе.

## Биография
Карьеру игрока начал в 1982 году, в «СК им. Гастелло». Большую часть карьеры выступал за этот уфимский клуб и провел за него 129 игр во второй лиге и 24 игры в третьей.
С 1982 по 1984 играл в «СК им. Гастелло». В 1985 году тренер Геннадий Сарычев пригласил Рахмангулова и Сергея Шиповского в куйбышевские «Крылья Советов», вышедшие в первую лигу. В команде провёл один сезон, сыграл 24 матча и забил 1 гол. В 1986 и 1987 годах играл во второй лиге за кировское «Динамо». В 1988—1989 провел два сезона в «СК им. Гастелло». В 1989 перешёл в «Кузбасс» (Кемерово) и сыграл за него два сезона в первой лиге. В 1990—1991 вновь играл за «СК им. Гастелло». В 1992 году перешёл в нижнекамский «Нефтехимик», который по итогам сезона вышел в первую лигу, а Рахмангулов с 26 голами стал лучшим бомбардиром своей зоны. В этом же году принял участие в кубковом матче с нижегородским «Локомотивом» из высшей лиги.
Характеризовался как игрок с низкой техникой и футбольной выучкой, но прирождённый бомбардир таранного типа.
В 2004 году в Уфе прошёл юношеский футбольный турнир памяти Рахмангулова.

## Достижения
- 1984 — Победитель Всесоюзного турнира «Переправа» на приз еженедельника «Футбол-Хоккей» в составе сборной РСФСР.
- 1992 — Лучший бомбардир 5 зоны второй лиги.